# So What (chanson de Pink)
Pour les articles homonymes, voir So What.
Singles de Pink
'Cuz I Can Sober
Pistes de Funhouse
Sober
So What est une chanson écrite par la chanteuse américaine Pink, Max Martin et Shellback pour le cinquième album studio de la chanteuse, Funhouse, sorti en 2008. So What en est le premier single.

## Historique
Cette chanson fait référence à la séparation entre Pink et son mari, Carey Hart, avant leur réconciliation fin 2008. Ce dernier apparaît d'ailleurs dans le clip.

## Titres
| 1. | So What | Alecia Moore, Max Martin, Shellback | 3:36 |

| 1. | So What (Bimbo Jones Radio Mix) | 3:37 |
| 2. | So What (Bimbo Jones Mix)       | 7:30 |

## Utilisations
So What est utilisée dans le deuxième épisode de la première saison de la série Castle (2009) et dans le cinquième épisode de la saison neuf de Mon oncle Charlie (2011).

## Classements
| Chart (2008)                        | Meilleure position |
| ----------------------------------- | ------------------ |
| Australian ARIA Singles Chart       | 4                  |
| Australian ARIA Digital Track Chart | 1                  |
| New Zealand RIANZ Singles Chart     | 25                 |
| U.S Billboard Hot 100               | 1                  |
| U.S Billboard Pop 100               | 3                  |
| U.S Billboard Pop 100 Airplay       | 40                 |